# 静岡県道50号伊東停車場線
静岡県道50号伊東停車場線（しずおかけんどう50ごういとうていしゃじょうせん）は、静岡県伊東市を通る県道（主要地方道）である。

## 概要

### 路線データ
- 陸上距離 : 0.2 km
- 起点 : 伊東市湯川三丁目（JR東日本伊東線・伊豆急行線 伊東駅前）
- 終点 : 伊東市湯川三丁目（BP.伊東駅入口交差点、国道135号バイパス交点）

## 歴史
- 1955年（昭和30年）3月31日 - 県道認定[1]
- 1993年（平成5年）5月11日 - 建設省から、県道伊東停車場線が伊東停車場線として主要地方道に指定される[2]。

## 地理

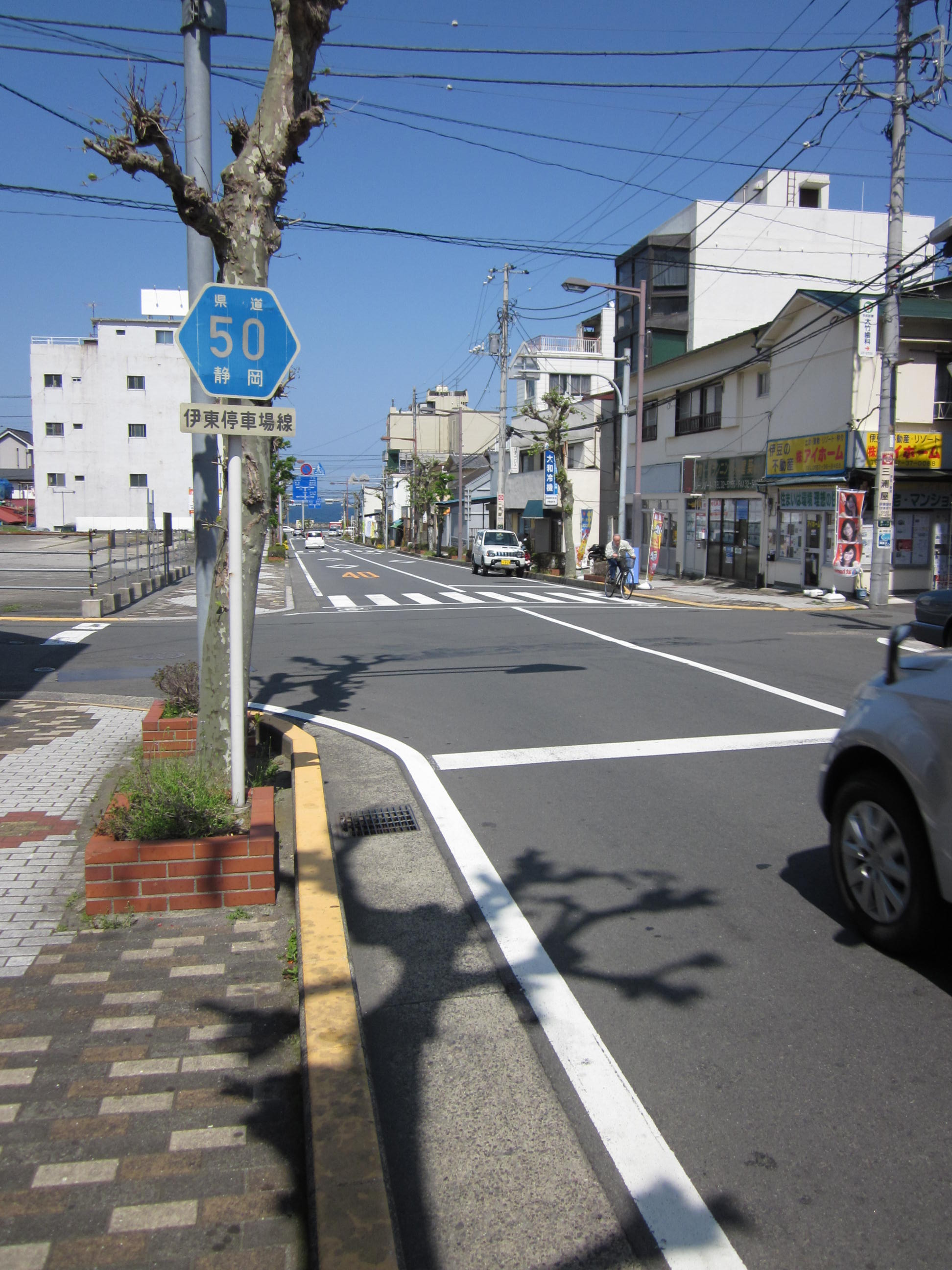
終点方向を望む

### 通過する自治体
- 静岡県
  - 伊東市

### 交差する道路
| 交差する道路         | 交差する場所 | 交差する場所               |
| -------------------- | ------------ | -------------------------- |
| 国道135号 / 旧道     | 湯川三丁目   | 伊東駅入口交差点           |
| 国道135号 / バイパス | 湯川三丁目   | BP.伊東駅入口交差点 / 終点 |

### 沿線
- JR東日本東海道本線・伊豆急行線 伊東駅